# 東京蚤の市
東京蚤の市（とうきょうのみのいち）は、手紙社が主催し、主に年2回（春・秋）開催される大規模な蚤の市形式のマーケットイベントである。2012年に開始された。

## 概要
古道具、雑貨、クラフト作品、古書、古着、北欧雑貨、花、食品など、様々なジャンルの店舗が全国から集まる。単なる物品の売買だけでなく、ライブ音楽や大道芸などのパフォーマンス、ワークショップ、フードの提供も行われ、エンターテイメント性の高い「都市型フェスティバル」としての側面を持つ。

## 特徴
- 商品の多様性: 主催者や出店者の審美眼によって選ばれた質の高い商品が集まる。
- 体験要素: 買い物だけでなく、音楽ライブやパフォーマンス、食事などを通して会場の雰囲気を楽しめる。
- 交流の場: 作り手（出店者）と使い手（来場者）が直接コミュニケーションできる場を提供している。

## 主催者
主催は手紙社。イベントの企画・運営のほか、カフェ運営、雑貨販売、書籍編集なども手がける。